# Теодор Фриман
Теодор Корди „Теди” Фриман (енгл. Theodore Cordy "Teddy" Freeman; Хаверфорд, 18. фебруар 1930 — Хјустон, 31. октобар 1964) био је амерички пилот, ваздухопловни инжењер и астронаут. Изабран је за астронаута 1963. године. 

## Биографија
Пре него што је изабран за астронаута, летео је као борбени пилот у Америчком ратном ваздухопловству, којем је приступио по завршетку Академије 1953. Уз основну летачку обуку, завршио је и обуку у елитној школи за пробне пилоте при АРВ у ваздухопловној бази Едвардс, Калифорнија, и био летачки и тест инжењер и пилот. У том својству је изабран за астронаута НАСА.
Током каријере је забележио више од 3.300 часова лета, од чега преко 2.400 на млазњацима.
Одрастао у Луису, Делавер, по завршетку средње школе 1948. године, похађао је Универзитет Делавер годину дана, да би потом био примљен на Морнаричку академију САД у Анаполису, на којој је дипломирао 1953. Магистрирао је на Универзитету Мичиген из области ваздухопловне технике 1960. 
Фриман је погинуо 31. октобра 1964. током слетања у базу Елингтон, када је гуска улетела у мотор и довела до запаљења мотора његовог авиона Т-38А. Фриман се катапултирао готово хоризонтално и погинуо је од последица пада. Постао је прва жртва космичког програма САД, а Фриманова супруга је о погибији свог супруга сазнала од новинара. Фриман је сахрањен на Националном гробљу Арлингтон. Његово име се нашло на плакети Пали астронаут коју су астронаути Апола 15 оставили на Месечевој површини 1971. у знак сећања на колеге који су положили своје животе у име освајања космичких пространстава. У младости је био члан Младих извиђача САД и имао је чин First Class Scout.
У тренутку смрти имао је само 34 године и чин капетана Ратног ваздухопловства САД. Био је ожењен и имао једну кћи. Постхумно је завредео неколико друштвених признања.

## Галерија
- Теодор Фриман (стоји, четврти слева) са колегама астронаутима, 1963. године
- Теодор Фриман (стоји, први здесна) током обуке преживљавања са остатком селекције, 1964. године
- Име Теодора Фримана (пети одозго) на плакети уз фигурицу Палог астронаута на Месецу
- Фриманово име на Свемирском меморијалном огледалу